# دير مار إيليا
دير مار إيليا (بالسريانيَّة: ܕܝܪܐ ܕܡܪܝ ܐܝܠܝܐ) هو دير يقع في الجانب الأيمن من نهر دجلة جنوب الموصل داخل معسكر الغزلاني (سابقا) وهو دير خالي من الرهبان حاليا (وهذا الدير هو غير كنيسة مار إيليا الحيري الواقعة في بغداد)، أسسه الراهب إيليا الحيري في نهاية القرن السادس الميلادي والذي جاء من مدينة الحيرة، وترك كل ما يملكه ورحل من مدينته للتنسك حيث قصد نصيبين ثم بنى ديره هذا بعد ذلك.
وفيه عدد كبير من الزخارف والنقوش وفي عام 1743م قام قائد فارسي بتدميره فاوقع فيه الخراب والدمار وبقي مهملا ولحد الآن، وحاليا هو مجموعـة أطلال ومهجور ويحتفل الناس بعيده في إسبوع موسم الخريف. تم تدمير أطلال الدير من قبل الارهابيين في داعش في سبتمبر 2014.